# Walther Meyerspeer
Walther Bernhard Meyerspeer, auch Meyer-Speer (* 27. Mai 1905 in Freiburg-Zähringen; † 27. September 1979 ebenda), war ein deutscher Maler und Buchillustrator. Er war mehrfach als Wandmaler im sakralen Bereich tätig.

## Familie
Walther Bernhard Meyerspeer, Sohn von Friedrich Meyer (1856–1942) und Berta, geb. Speer (1873–1922), wurde unter dem Namen „Meyer“ geboren. Ende der 1920er Jahre benutzte er zeitweilig der Nachnamen Meyer-Speer und trug seit dem 20. April 1934 offiziell den Nachnamen Meyerspeer. Er heiratete am 12. Mai 1934 Hadwig Basler (1897–1964). Die Ehe blieb kinderlos und wurde nach sechs Jahren geschieden.

## Ausbildung
Nach dem Besuch der Volksschule und des Realgymnasium (heute Kepler-Gymnasium Freiburg) absolvierte Meyerspeer von 1922 bis 1924 eine Malerausbildung. Er studierte von 1925 bis 1930 an der Badischen Landeskunstschule in Karlsruhe bei Georg Scholz und Hans Adolf Bühler. 

## Werke
Als 16-Jähriger konnte er bei seinem acht Jahre älteren Bruder Paul Meyer-Speer (1897–1983) bereits 1921 an der Deckenbemalung Das himmlische Jerusalem in seiner Heimatkirche St. Blasius in Zähringen mitwirken. Mit seinem Bruder, der sich einen Namen als Kirchenrestaurator und Farbraumgestalter machte, arbeitete er auch in den Domen in Mainz, Fulda und Breslau zusammen. Vornehmlich im Erzbistum Freiburg gestaltete Walther Meyerspeer verschiedene Kirchenräume durch Ausmalungen oder großflächige Wandmosaiken wie 1933 in St. Barbara (Freiburg im Breisgau). Das geschah in enger Zusammenarbeit mit den Künstlerinnen Angelika Khan-Leonhard und deren Mutter Gertrud Leonhard. Für die Pfarrkirche Hl. Familie in Freiburg schuf er ab 1939 das zentrale Bild der „Heiligen Familie“ an der Chorwand, die Seitenaltarbilder und zuletzt die Kreuzwegstationen, die 1949 fertiggestellt wurden. Für die Pfarrkirche St. Remigius in Viersen malte er 1955 die Stationen des Kreuzwegs. Außerhalb seiner hauptsächlichen Schafensregion malte er 1948 die Kapelle des Franziskaner-Studienheims im hessischen Hadamar aus.
Über das Freiburger Fotoatelier Carl Gehl, den Karlsruher Verlag Badenia und den Kunstverlag Franz Hanfstaengl veröffentlichte er Kopien seiner hauptsächlich christlich orientierten Gemälde auf Postkarten und Drucken. So wurde 1930 ein Bild der heiligen Elisabeth von Walther Meyer-Speer für eine Plakataktion der Winterhilfe des Caritasverbandes eingesetzt.
Von 1929 bis 1952 illustrierte Walther Meyerspeer zahlreiche Kinder- und Schulbücher.

### Buchillustrationen (Auswahl)
- Paul Franz Pfister (Hrsg.); Karl J. Winter: Lieb Nachtigall. Ein Büchlein zu Spiel und Sang für unsere Buben und Mädchen. Verlag der katholischen Schulorganisation Deutschlands, Düsseldorf 1929.
- Hadwig Meyerspeer-Basler: Rothäubchens Hochzeitsball. Ein Pilzmärchen. Caritasverlag, Freiburg im Breisgau 1932.[9]
- Elisabeth Basler: Wacholder. Ein Märchen. Caritasverlag, Freiburg im Breisgau 1932.
- Josef Zimmermann: Bei Gott zu Tisch: Ein Erstkommunionbuch. Benziger, Einsiedeln u. a. 1933.[10]
- Hadwig Meyerspeer-Basler: Gispele im Rasthaus zum goldenen Himmelsschlüssel. Ein Märchen, das von Heilkräutern erzählt. Caritasverlag, Freiburg im Breisgau 1949.
- Hermann Schrempp: Alle rechnen mit. Rechenfibel. Lehrmittel-Verlag, Offenburg 1950.
- Badisches Lesebuch für das 2. Schuljahr. Lehrmittel-Verlag, Offenburg 1951.
- Gustel Ehrmann-Bretzing: ... denn jedes Tierlein hat ein Herz: Ein Buch in Versen. Alsatia, Colmar 1951

## Ausstellungen
Gruppenausstellung
- 1949: „Christliche Kunst unserer Zeit“, Katholische Arbeitsgemeinschaft Freiburg im Breisgau, Augustinermuseum Freiburg[11]